# Museu Carmen Funes

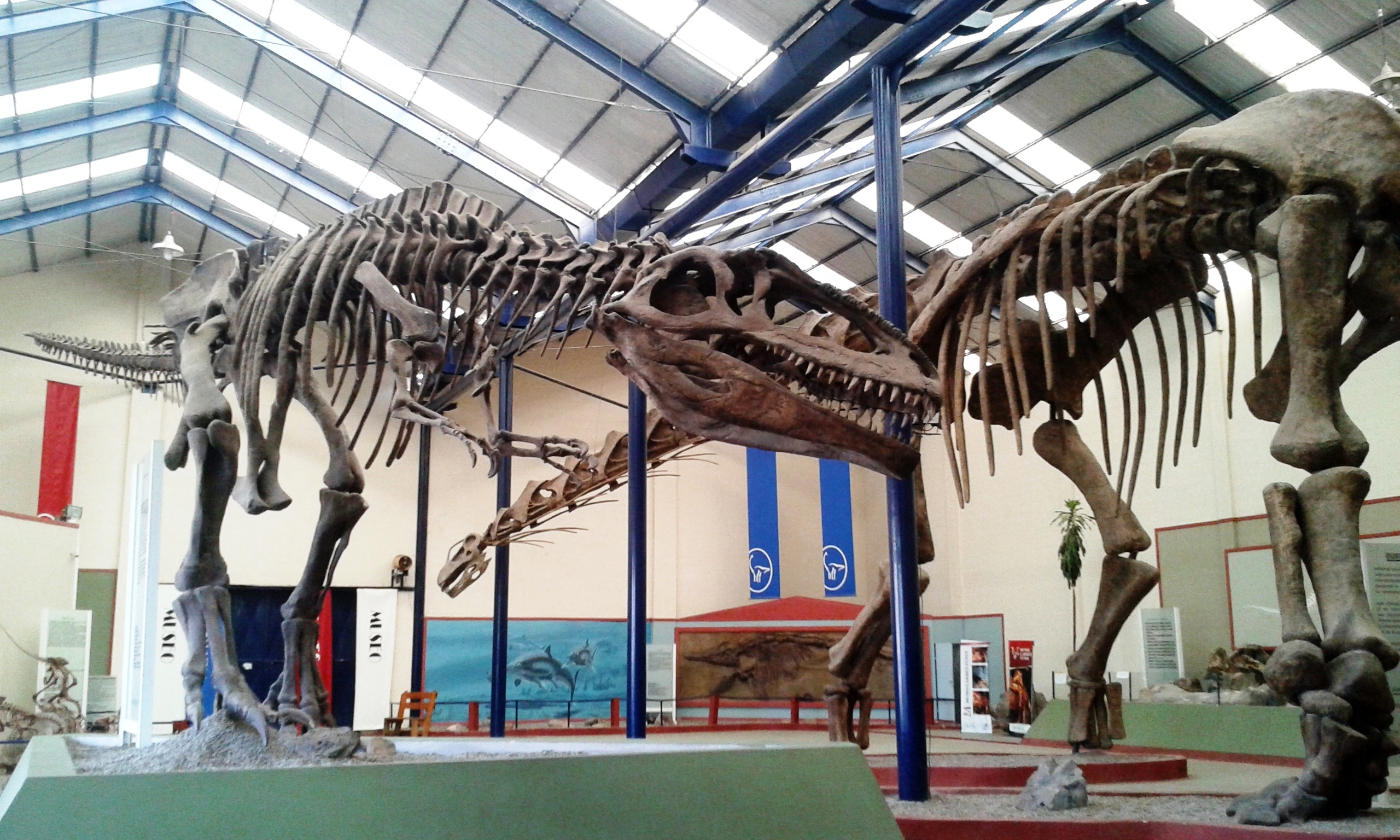
Museu Carmen Funes

Museo Municipal Carmen Funes, ou, o Museu Municipal Carmen Funes, é um museu de paleontologia na Plaza Huincul, província de Neuquén, Argentina. É mais conhecido por sua coleção de fósseis de dinossauros, incluindo o único espécime dos maiores restos de dinossauros registrados, Argentinosaurus huinculensis, e os únicos embriões de saurópodes conhecidos, que foram descobertos em um enorme local de nidificação em Auca Mahuida, na Patagônia. Sua abreviação padrão é MCF-PVPH, ou apenas PVPH para denotar a coleção paleontológica.